# 3834 Zappafrank
3834 Zappafrank è un asteroide della fascia principale. Scoperto nel 1980, presenta un'orbita caratterizzata da un semiasse maggiore pari a 2,5518121 au e da un'eccentricità di 0,1931576, inclinata di 14,06695° rispetto all'eclittica.
L'asteroide è dedicato al compositore-chitarrista statunitense Frank Zappa.